# 郑贤妃 (唐太宗)
郑贤妃（?—?），唐太宗的妃嫔，生平不详，死后陪葬昭陵。
目前关于她的史料，只有《唐会要》上的“贤妃郑氏”四个字。旧新唐书中，皆无郑氏的记载，可能是因为她没有生育皇子。《唐会要》陪葬名单中郑贤妃的位次在才人徐惠之前，燕德妃、杨贵妃、韦贵妃之后，目前在昭陵墓区尚无发现其墓葬。
郑氏的封号是贤妃。因为燕德妃在貞觀元年至十七年本为贤妃，所以可以推测郑氏获贤妃的封号应是在贞观十八年之后。并且由于徐惠已经是追封的贤妃，郑氏的贤妃封号也是追封的可能性不大。
或是《唐会要》录错，应为贤妃徐氏。才人郑氏。